# اوستیلیا
اوستیلیا (به ایتالیایی: Ostiglia) یک کومونه در ایتالیا است که در استان منتووا واقع شده‌است. اوستیلیا ۳۹٫۷ کیلومتر مربع مساحت و ۷٬۲۲۲ نفر جمعیت دارد و ۱۳ متر بالاتر از سطح دریا واقع شده‌است.